# Паян-хыс
Паян-хыс — дева-богатырша, одна из наиболее почитаемых героинь хакасских легенд.

## Легенды
Согласно легендам, она являлась дочерью Пастыр-бега (по другой версии Барс-бега), ставка которого находилась в долине Туима. Пастыр-бег являлся главой народа, живущего в Июсской степи, и хозяином пасущегося там скота. Его несметные табуны состояли из сказочных скакунов — «аранчула» пестро-барсовой масти. Лошади Пастыр-бега паслись на степных просторах вокруг озера Белё. Во главе стада находился пестро-барсовый жеребец, служивший ызыхом, то есть оберегом животных.
Однажды пестро-барсовый ызых пропал. Пастыр-бег отправился на поиски и, перейдя Белый Июс, обнаружил его на одной из высоких вершин. С тех пор эта гора получила название Ызых-таг. Когда Пастыр-бег с найденным пестро-барсовым ызыхом отправился домой, то по дороге послышался стук топора. Он разглядел в тайге двух человек, которые рубили деревья. На вопрос, что они делают, получил ответ, что они готовят ему гроб. Они были духами-хозяевами священной горы Ызых-таг. От их слов Пастыр-бегу стало худо и, спустя некоторое время, он скончался.
Вместо него стала править богатырская дева Паян-хыс.
На северных отрогах Кузнецкого Алатау по реке Кия проживали калмаки. Среди них славился удалой конокрад Хулатай. Однажды калмаки во главе с Хулатаем проникли в Июсские степи и украли табун барсово-пятнистых лошадей. Паян-хыс вместе со своими пастухами бросилась в погоню. Стояла жара, и, чтобы облегчить дыхание, Паян-хыс расстегнула ворот своего куяка. Этим воспользовался Хулатай, поджидавший в засаде преследователей. Он пробил стрелой грудь богатырской девы. Падающую Паян-хыс подхватили под руки телохранители и повезли назад. Изнемогая от потери крови, с трудом удерживаясь в седле, Паян-хыс спустилась в долину Чёрного Июса. Она решила увековечить своё имя в истории Хакасии. Многие географические названия — озеро Хара-коль (Чёрное озеро), озеро Терпек-коль, ручей Таргыджул и другие в долине Июса свои названия получили из уст Паян-хыс.
Когда богатырская дева добралась до берегов Белого Июса, силы её покинули. Находившаяся при смерти Паян-хыс вдруг увидела, как подбежавшая к ней мышь стала пить её кровь. Она в ярости переломала ей ноги и отшвырнула со словами: «Испытай же и ты муки, подобные моим!». К её удивлению, мышь не погибла, а выкопала корни какой-то травы, съела их, поправилась и снова прибежала пить её кровь. Паян-хыс подползла к живительной траве, которая называлась «трехсуставной белой лечебной травой». Дева съела корни лечебной травы, текущая кровь остановилась, а раны её затянулись. Место, где находилась при смерти и удивительным образом вылечилась богатырская дева, стало называться Хара-Пулун (Чёрный участок).
После тяжёлой болезни Паян-хыс сильно ослабла. Добравшись до озера Орлан, под сенью деревьев она заснула богатырским сном.
В это время рядом проезжал славный богатырь Ир-Тохчын, приехавший из долины Абакана, чтобы разыскать своих коней. Он не удержался от соблазна и овладел спящей красавицей. За свой грех он был проклят очнувшейся девой, которая изрекла следующее: «Пусть степные собаки съедят вороных аргамаков! Пусть потомство Ир-Тохчына приобретёт отвратительную внешность! Пусть их лица будут с отвисшими щеками и бычьими носами!».
Посланное проклятие достигло род Ир-Тохчына, который до сих пор отличается плоскими лицами. Паян-хыс скрылась от людских глаз в горах Оглахты. Когда подошло время появления на свет ребёнка, она пришла на берег реки Белый Июс, котороая впадает в Енисей. Паян-хыс соорудила берестяную лодку, уложила туда младенца и отправила свой живой груз по течению реки со словами: «Да не погибнет род Пастыр-бега!». Сама же, сгорая от стыда, ушла под воды Енисея. Так закончилась жизнь славной девы Паян-хыс.
Ребёнка девы Паян-хыс, плывшего в берестяной лодке, обнаружили два брата по имени Хургун и Хубан. Они жили на берегу Енисея в местности Сарагаш. Младенца взял на воспитание Хубан. В связи с тем, что мальчик оказался лысым, он получил имя Хоох (то есть: «безволосый»). От него произошёл род Коковых.